# 普兰维尔
普兰维尔（法語：Poulainville，法語發音：[pulɛ̃vil]）是法国上法兰西大区索姆省的一个市镇，位于该省中部，省会亚眠市区以北，属于亚眠区。

## 地理
普兰维尔（49°56'50"N, 2°18'51"E）面积12.6 平方千米，位于法国上法蘭西大區索姆省，该省份为法国北部沿海省份，北起加来海峡省和北部省，西接滨海塞纳省和大西洋英吉利海峡，南至瓦兹省，东临埃纳省。
与普兰维尔接壤的市镇（或旧市镇、城区）包括：夸西、阿隆维尔、亚眠、阿尔格沃、贝尔唐格勒、卡尔多内特、维莱博卡日。

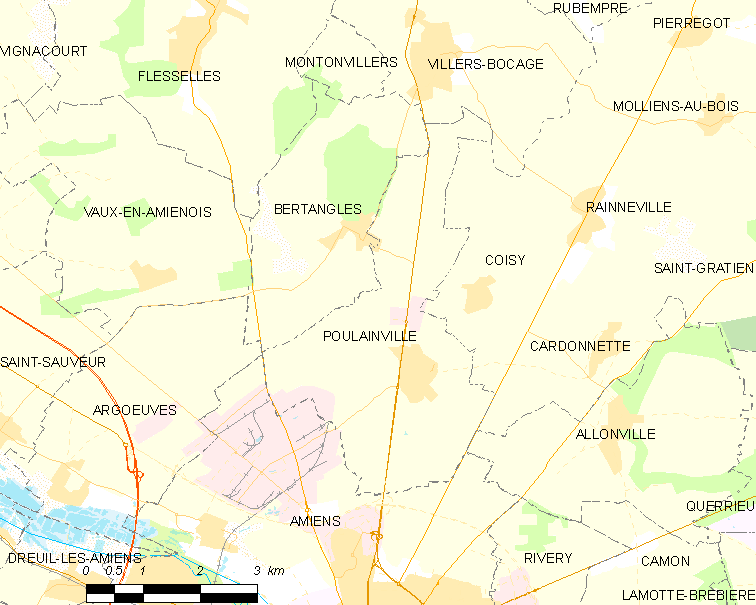
普兰维尔的OSM定位图

普兰维尔的时区为UTC+01:00、UTC+02:00（夏令时）。

## 行政
普兰维尔的邮政编码为80260，INSEE市镇编码为80639。

## 政治
普兰维尔所属的省级选区为亚眠第二县。

## 人口

1962-2008年间普兰维尔人口变化图示

普兰维尔于2022年1月1日时的人口数量为1310人。